# Luis Emmanuel Cusolito
Luis Emanuel Cusolito (ur. 11 maja 1988 w Buenos Aires) – argentyński bokser kategorii superkoguciej.

## Kariera zawodowa
Cusolito na zawodowym ringu zadebiutował 10 września 2010 r., nokautując w pierwszej rundzie niepokonanego rodaka Gabriela Banegasa. Po kilkunastu wygranych pojedynkach, Cusolito przegrał 12 grudnia 2012 r. z rodakiem Maximilianem Márquezem. Márquez był liczony w trzeciej rundzie a Cusolito w piątej. Sędzia przerwał pojedynek, ogłaszając porażkę Cusolito przez techniczny nokaut. Po porażce, Argentyńczyk 31 maja 2013 r. zdobył pas WBC Latino w tymczasowej wersji. 3 października 2014 r., Cusolito obronił ten tytuł po raz trzeci, pokonując przez techniczny nokaut w siódmej rundzie byłego pretendenta do tytułu, Argentyńczyka Diego Silvę. Silva był w tej walce sześciokrotnie liczony przez sędziego.